# Гюро Начев
Гюро Начев Начевски с прозвище Върли Гюро е бележит български революционер от средата на XIX век. Роден е през 1827 г. в с. Кочмаларе, сега Отец Паисиево, Карловско.
Още от млад Гюро Начев се противопоставя на турския произвол. Преследван от властта, заминава за чужбина. През 1850 г. воюва в Белоградчишкото въстание. В боевете с турците се отличава с храброст и получава прякора Върли Гюро. Една година по-късно се присъединява към хайдушката чета на Ильо войвода и води с нея битки из Рила, Пирин, Осогово, Малешевската планина и Огражден. През 1856 г. участва в Димитракиевата буна. След разгрома на бунта бяга в Калафат, по-късно се прехвърля в Букурещ. Принудителното бездействие не му допада и той се завръща в родното си село. Тук отново е търсен от турската власт, за да го арестува, поради което бяга пак във Влашко през 1858 г. Оттам заедно с група италианци заминава за Италия, за да участва през 1859 г. в тамошната война. Като четник в отряда на Джузепе Гарибалди участва в боевете при Мадженте и Солферино. След освобождението на Ломбардия заминава за Белград, вероятно за да се включи в Първата българска легия. Легията е разпусната през 1862 г. и Върли Гюро отново заминава за Италия и на остров Малта се зачислява в дружините на Гарибалди за похода към Рим. След похода се завръща в България и известно време живее в Пловдив. През 1866 г. Върли Гюро за трети път заминава за Италия, за да се бори за присъединяването на Венеция. Включен е в отрядите на Гарибалди в Южен Тирол. След като Венеция е освободена от австрийска власт и е присъединена към Италия, Върли Гюро се завръща в родното си село. Там заварва комитет, основан от Левски, и става куриер на комитета. Разнася оръжие по другите села. Притесняван от турската власт, отново бяга във Влашко през 1875 г. На следващата 1876 г. минава Дунава с четата на Христо Ботев. Като петдесетгодишен е смятан за стар, но въпреки това се сражава във всички битки наравно с по-младите. След разгрома на четата се озовава около Троянския манастир, където се присъединява към група от дванайсет души, дошла от Тракия под ръководството на Георги Попов от Сливен. След сражения с черкези и башибозуци Върли Гюро успява да се добере до родното си село, където дочаква Освобождението на България.
Тодор, първородният син на Върли Гюро, пада убит в четата на Хаджи Димитър и Стефан Караджа.